# Ben Johnston: Visions and Spels; Sonnets of Desolation
Ben Johnston: Visions and Spels; Sonnets of Desolation — музичний альбом, що складається із двох творів американського композитора Бена Джонстона, який вперше вийшов 1984 року на лейблі Composers Recordings Inc.

## Про альбом
1975 року Джонстон отримав можливість взяти участь у проєкті, що містив елементи імпровізації. Його запросили до складу групи співаків-імпровізаторів New Verbal Workshop, щоб тимчасово замінити одного з шести учасників та допомогти створити нову композицію. Результатом роботи Джонстона став твір Vigil (укр. Вігілія), який описував процес підготовки та виконання імпровізаційного твору. Під впливом композиторки Пауліни Оліверос, яка працювала над церемоніальною оперою Crow Two, щільно пов'язаною із культурою індіанців, Джонстон обрав американських індіанців групою для свого твору, а її представниками — композиторів Джона Кейджа та Роберта Ешлі, які мали індіанське коріння. Для імпровізації використовувалися тексти американських аборигенів у перекладі Джерома Ротенберга та Джорджа Кронина. Прем'єра твору вокальним ансамблем New Verbal Workshop відбулася 1976 року; результат отримав назву Visions and Spels.
Sonnets of Desolation — твір для хору з восьми голосів (SSAATTBB), композиція американського композитора Бена Джонстона, написана 1980 року для вокального ансамблю The New Swingle Singers під керівництвом Ворда Свінгла, друга Джонстона. Бен Джонстон вирішив покласти на музику чотири сонети Джерарда Гопкінса. Сонети було написано 1885 року, і, на думку музикознавиці Хайді фон Гунден, тексти Гопкінса ідеально пасували музиці Джонстона, бо обидва — поет і композитор — були католиками й втілювали релігіозні погляди у своїй творчості. Гопкінс використовував у сонетах незвичні словосполучення чи навіть нові слова, а Джонстон експериментував із «новими» звуками: замість рівномірно-темперованого строю використовуючи «розширений чистий стрій», який містив музичні інтервали, що відповідали 15, 21 та навіть 27 обертону. Прем'єра твору відбулася 14 листопада 1982 року в Краннерт-центрі Університету Іллінойсу у виконанні ансамблю Ворда Свінгла Swingle Singers, який влаштував концерт сучасної та класичної музики. Запис концерту транслювався по місцевому радіо.
1984 року прем'єрні записи обох композицій увійшли до альбому, профінансованого Радою мистецтв штату Іллінойс, що вийшов на лейблі Composers Recordings Inc. 2010 року альбом було перевидано на лейблі New World Records.

## Список композицій
| #  | Назва                   | Виконавець              | Тривалість |
| -- | ----------------------- | ----------------------- | ---------- |
| 1. | «Sonnets of Desolation» | The New Swingle Singers | 10:45      |
| 2. | «Visions and Spels»     | The New Verbal Workshop | 26:19      |